# Voelfling-lès-Bouzonville
Voelfling-lès-Bouzonville är en kommun i departementet Moselle i regionen Grand Est (tidigare regionen Lorraine) i nordöstra Frankrike. Kommunen ligger i kantonen Bouzonville som tillhör arrondissementet Boulay-Moselle. År 2022 hade Voelfling-lès-Bouzonville 159 invånare.

## Befolkningsutveckling
Antalet invånare i kommunen Voelfling-lès-Bouzonville
| Referens: INSEE |